# Andrea Musacchio

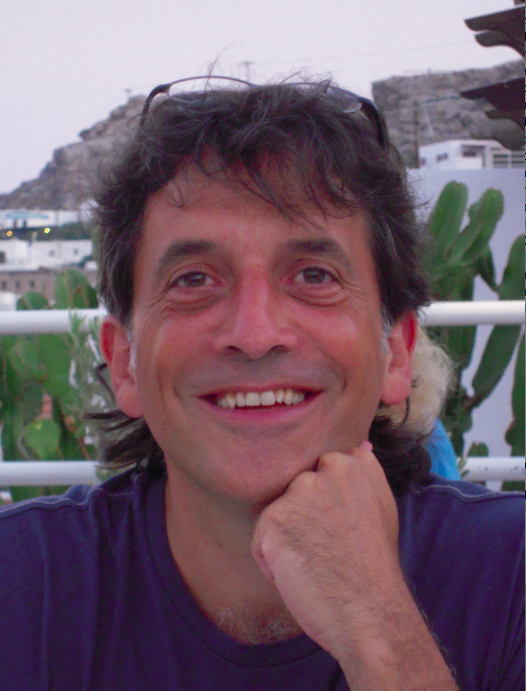
Andrea Musacchio, 2014

Andrea Musacchio (* 11. Juli 1964 in Rom) ist ein italienischer Zellbiologe.
Musacchio studierte ab 1985 Biologie an der Universität Tor Vergata in Rom (Abschluss 1990 bei Giovanni Cesarini) und wurde 1995 bei Matti Saraste am European Molecular Biology Laboratory (EMBL) in Heidelberg promoviert. Als Post-Doktorand war er an der Harvard Medical School bei Stephen C. Harrison. Ab 1999 war er Forschungsgruppenleiter (und Assistenzprofessor, ab 2006 mit voller Professur) am European Institute of Oncology in Mailand (Abteilung experimentelle Onkologie) und seit 2011 ist er Direktor der Abteilung mechanistische Zellbiologie am Max-Planck-Institut für molekulare Physiologie in Dortmund und wissenschaftliches Mitglied der Max-Planck-Gesellschaft. 2012 wurde er Honorarprofessor an der Universität Duisburg-Essen.
Er erforscht die Mechanismen der Verteilung der Chromosomen auf die beiden Tochterzellen bei der Zellteilung, insbesondere die Funktion und Regulation des Kinetochors. Außerdem klärte er die Mechanismen der Anheftung der Mikrotubuli an die Chromosomen, insbesondere einen Mechanismus, der die Teilung solange verzögert, bis die Mikrotubuli angeheftet sind (Mad2-template Modell).
2009 wurde er Mitglied der European Molecular Biology Organization (EMBO).  2009 und 2015 erhielt er ERC Advanced Grants. 2020 übernahm er den Vorsitz der Sektion Biomedizin der Max-Planck-Gesellschaft. 2020 erhielt er den Gottfried-Wilhelm-Leibniz-Preis und 2023 wurde er als Mitglied der Sektion Biochemie und Biophysik in die Nationale Akademie der Wissenschaften Leopoldina aufgenommen.

## Schriften (Auswahl)
- mit M. Saraste u. a.: The PH domain: a common piece in the structural pathwork of signalling proteins, Trends in Biochemical Sciences, Band 18, 1993, S. 343–348
- mit K. G. Hardwick: The spindle checkpoint: structural insights into dynamic signalling, Nature Reviews Molecular Cell Biology, Band 3, 2002, S. 731–741
- mit A. De Antoni u. a.: The Mad1/Mad2 complex as a template for Mad2 activation in the spindle assembly checkpoint, Current Biology, Band 15, 2005, S. 214–225
- mit J. G. De Luca, E. D. Salmon u. a.: Kinetochore microtubule dynamics and attachment stability are regulated by Hec1, Cell, Band 127, 2006, S. 969–982
- mit E. D. Salmon: The spindle-assembly checkpoint in space and time, Nature Reviews Molecular Cell Biology, Band 8, 2007, S. 379–393
- mit C. Ciferri u. a.: Implications for kinetochore-microtubule attachment from the structure of an engineered Ndc80 complex, Cell, Band 133, 2008, S. 427–439
- mit S. Santaguida: The life and miracles of kinetochores, EMBO Journal, Band 28, 2009, S. 2511–2531
- The molecular biology of spindle assembly checkpoint signaling dynamics, Current Biology, Band 25, 2015, R1002-R1018
- mit A. Desai: A molecular view of kinetochore assembly and function, Biology, Band 6, 2017, S. 5